# Llenguatge de descripció de Boundary scan
El llenguatge de descripció d'exploració de límits ("Boundary scan description language" amb acrònim anglès BSDL) és un llenguatge de descripció de maquinari per a proves d'electrònica mitjançant JTAG. S'ha afegit a la norma IEEE Std. 1149.1 i els fitxers BSDL són cada cop més compatibles amb les eines JTAG per a aplicacions d'exploració de límits i per generadors de casos de prova.
BSDL era un subconjunt de VHDL. Tanmateix, des de l'IEEE 1149.1-2013, ja no és un subconjunt "adequat" de VHDL, però es considera basat en VHDL. Està definit formalment a l'Annex B de l'estàndard IEEE 1149.1. Cada fitxer BSDL descriu una versió d'un IC i té molts mapes de pins de paquets que estan disponibles per a una matriu en particular. Això és necessari perquè, per exemple, dos paquets BGA diferents tindran boles diferents; fins i tot si la pilota té el mateix nom, pot estar lligada a un senyal diferent a l'altre paquet, i de vegades els enllaços canvien entre les revisions.
Cada senyal digital (pin o bola) del paquet està definit, així com els registres i els codis operatius utilitzats en un IC compatible amb IEEE 1149.1, IEEE 1149.6, IEEE 1149.8.1, IEEE 1532 i IEEE 1149.4. Hi ha un registre d'instruccions, un mínim d'un registre de bypass d'1 bit, un registre d'exploració de límits i, opcionalment, un registre device_id de 32 bits. Els registres diferents del registre d'instruccions s'anomenen TDR o registres de dades de prova. El registre d'exploració de límits (BSR) és únic, ja que és el registre que també està assignat a l'E/S del dispositiu. Moltes de les definicions de BSDL són conjunts de constants de cadena llarga única.
Tingueu en compte que els registres que no participen en l'exploració de límits sovint no estan definits. Les instruccions que no estan definides públicament s'inclouen a la secció INSTRUCTION_PRIVATE. Les descripcions del registre de microprocessador a BSDL normalment no inclouen prou informació per ajudar a construir un emulador o depurador basat en 1149.1.